# Dnipriany
Dnipriany (ukrainien : Дніпряни, russe : Днепряны) est une commune urbaine de l'oblast de Kherson, en Ukraine. Elle compte 4 019 habitants en 2021. La ville possède un port fluvial.